# Kirchenregion
Kirchenregion (lateinisch regio ecclesiastica) bezeichnet eine kirchliche Verwaltungseinheit.

## Römisch-katholische Kirche

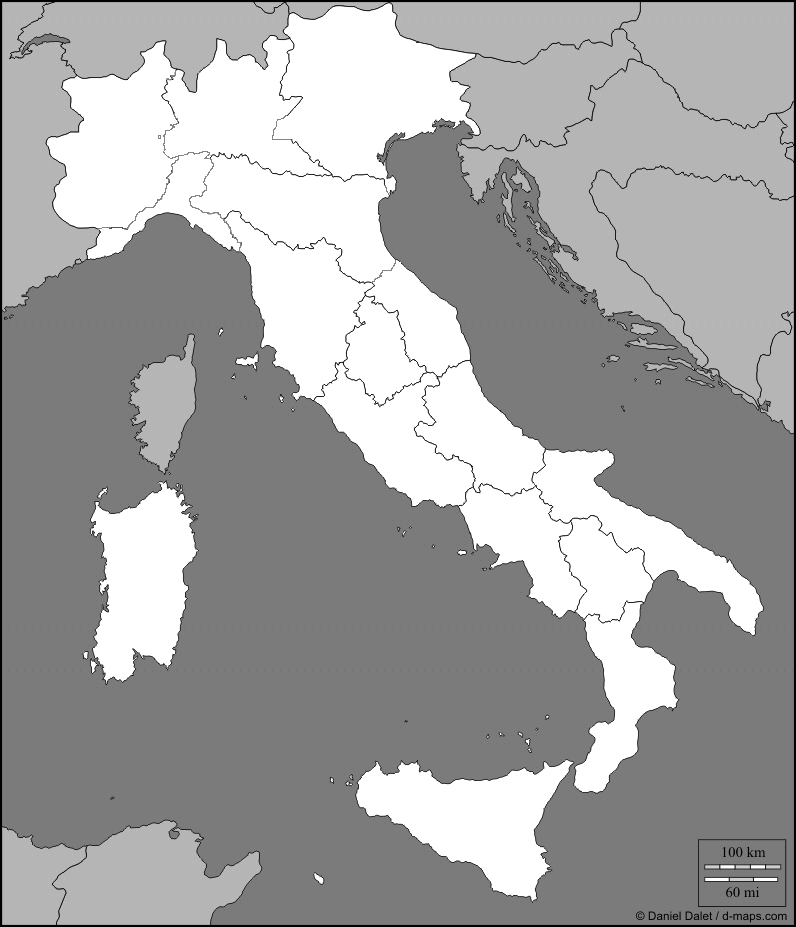
Karte Übersicht über die 16 Kirchenregionen in Italien.

In der römisch-katholischen Kirche können in Ländern mit einer großen Anzahl von Kirchenprovinzen mehrere Kirchenprovinzen zu einer Kirchenregion zusammengeschlossen werden. Zu einer solchen Kirchenregion können auch Diözesen gehören, die keiner Kirchenprovinz angehören, sondern immediat, d. h. direkt dem Heiligen Stuhl unterstellt sind. Nicht zu verwechseln sind die Kirchenregionen mit den Regionen (in der Schweiz: Bistumsregionen), in die einzelne Bistümer unterteilt sein können.
Die rechtlichen Grundlagen der Kirchenregionen sind im Codex Iuris Canonici von 1983 in Can. 433 und 434 gelegt:
- Can. 433: § 1. Wenn es zweckmäßig scheint, kann der Heilige Stuhl, zumal in Nationen mit besonders zahlreichen Teilkirchen, benachbarte Kirchen-Provinzen auf Vorschlag der Bischofskonferenz zu Kirchenregionen vereinigen. § 2. Die Kirchenregion kann zur juristischen Person erhoben werden.
- Can. 434: Der Konvent der Bischöfe einer Kirchenregion hat die Aufgabe, die Zusammenarbeit und das gemeinsame pastorale Handeln in der Region zu fördern; die in den Canones dieses Codex der Bischofskonferenz zugeteilten Vollmachten jedoch stehen diesem Konvent nicht zu, wenn ihm nicht einige Vollmachten ausdrücklich vom Heiligen Stuhl gewährt worden sind.

### Italien
Die römisch-katholische Kirche in Italien ist vollständig in 16 Kirchenregionen mit insgesamt etwa 40 Kirchenprovinzen unterteilt. Die Grenzen der Kirchenregionen decken sich weitgehend mit denen der 20 staatlichen Regionen Italiens (wobei Venedig drei staatliche Regionen umfasst, Marken und Abruzzen-Molise je zwei); es gibt jedoch gewisse Abweichungen (am deutlichsten sichtbar in Ligurien). Die Kirchenregionen Ligurien, Lombardei und Basilikata umfassen jeweils nur eine einzige Kirchenprovinz.
Die italienischen Kirchenregionen gehen auf die 17 regionalen Bischofskonferenzen zurück, die 1889 von der Kongregation der Bischöfe und Regolaren eingerichtet wurden. Von 1908 bis 1976 bestand eine eigene Region Romagna. 1938 wurden die Regionen Zuordnungspunkt für die regionalen Kirchengerichte in Ehenichtigkeitssachen. Ebenfalls 1976 wurden die Regionen Kampanien, Benevent und Salerno unter Abtrennung der Basilikata zusammengelegt, was zur Zahl 16 führte. 1983 ergingen die oben zitierten Regelungen des CIC. 1994 wurden die Kirchenregionen kirchlich und 1996 staatlich als juristische Personen anerkannt.

### Andere Länder
Auch in anderen Ländern gibt es regionale Bischofskonferenzen oder Regionen, so in Kanada 4, den USA 15, Mexiko 15 und Brasilien 18. Diese sind jedoch – soweit ersichtlich – vom Heiligen Stuhl als Kirchenregionen nicht förmlich anerkannt; es handelt sich deshalb nicht um Kirchenregionen im Sinne von Can. 433 § 1 CIC.

## Evangelische Kirchen

### Deutschland
- In der Evangelisch-Lutherischen Kirche in Norddeutschland haben die Kirchenkreise die Möglichkeit, Gemeinden ihres Gebiets zu Kirchenregionen zusammenzuschließen.[12] In den Kirchenregionen fördern und unterstützen sich die Kirchengemeinden gegenseitig bei der Erfüllung ihrer Aufgaben. Von der Möglichkeit haben die Kirchenkreise Mecklenburg[13] und Schleswig-Flensburg[14] Gebrauch gemacht.

- Im Stadtkirchenverband Hannover bilden drei Gemeinden der Evangelisch-Lutherischen Landeskirche Hannovers eine „Kirchenregion West“.[15]

- Auch in der Selbständigen Evangelisch-Lutherischen Kirche bestehen deutschlandweit vier Kirchenregionen.

### Schweiz
In der Evangelisch-Reformierten Landeskirche Graubünden ersetzen ab 2019 Kirchenregionen als Bindeglieder zwischen Kirchgemeinden und Landeskirche die bisher bestehenden Kolloquien.

### Russland
In der Propstei Kaliningrad (ehemaliges Nord-Ostpreußen) der Evangelisch-Lutherischen Kirche Europäisches Russland werden die drei Teilbereiche mit unterschiedlicher Zahl einzelner Gemeinden, in die die Propstei unterteilt ist, als Kirchenregionen bezeichnet. Die Gemeindeglieder werden jeweils von einem zentralen Pfarramt betreut: Gussew (Gumbinnen), Kaliningrad (Königsberg)  und Tschernjachowsk (Insterburg) mit Slawsk (Heinrichswalde). Von den ehemals vier Regionen bestehen mittlerweile nur noch zwei.